# Friesea
Genre
Friesea est un genre de collemboles de la famille des Neanuridae.

## Liste des espèces
Selon Checklist of the Collembola of the World (version du 6 octobre 2019) :
- Friesea acuminata (Denis, 1925)
- Friesea aeolica Dallai, 1973
- Friesea africana Delamare Deboutteville, 1953
- Friesea afurcata (Denis, 1926)
- Friesea alaskella Fjellberg, 1985
- Friesea albida Stach, 1949
- Friesea albithorax Massoud & Thibaud, 1981
- Friesea anophthalma (Thibaud & Weiner, 1997)
- Friesea araucana de Izarra, 1972
- Friesea arlei Massoud & Bellinger, 1963
- Friesea arnei Weiner & Najt, 1985
- Friesea atypica Cassagnau, 1958
- Friesea australica Greenslade & Deharveng, 1997
- Friesea baltica Szeptycki, 1964
- Friesea bispinosa Deharveng, 1981
- Friesea bodenheimeri Börner, 1927
- Friesea boitata Queiroz & de Mendonça, 2014
- Friesea bonariensis Izarra, 1965
- Friesea brevicaudata (Schäffer, 1897)
- Friesea buyuni Gao & Palacios-Vargas, 2010
- Friesea capensis Weiner, Janion-Scheepers & Deharveng, 2017
- Friesea carlota Christiansen & Bellinger, 1988
- Friesea cassagnaui Simón-Benito & Deharveng 1997
- Friesea cauchoisi Delamare Deboutteville, 1951
- Friesea cera Christiansen & Bellinger, 1973
- Friesea chiangdaoensis Deharveng & Bedos, 1991
- Friesea christiani Thibaud, 1995
- Friesea claviseta Axelson, 1900
- Friesea coiffaiti Cassagnau & Delamare Deboutteville, 1955
- Friesea colorata Cassagnau, 1958
- Friesea cruchagae Arbea & Jordana, 1989
- Friesea cubensis Potapov & Banasko, 1985
- Friesea curupira Queiroz & de Mendonça, 2015
- Friesea daliensis Tamura & Yue, 1998
- Friesea danica Fjellberg, 1998
- Friesea decemoculata Börner, 1903
- Friesea decipiens Steiner, 1958
- Friesea deharvengi Izarra, 1980
- Friesea denisi Kseneman, 1936
- Friesea duodecimoculata Denis, 1926
- Friesea durandi Thibaud, 2009
- Friesea emucronata Stach, 1922
- Friesea espunaensis Arbea & Jordana, 1993
- Friesea excelsa Denis, 1936
- Friesea fagei Denis, 1932
- Friesea fara Christiansen & Bellinger, 1973
- Friesea filii Palacios-Vargas & Mejía, 1988
- Friesea flava (Salmon, 1949)
- Friesea florifera Greenslade & Deharveng, 1997
- Friesea furculata Deharveng & Bedos, 1991
- Friesea geminioculata Loksa, 1964
- Friesea gigliolii Murphy, 1965
- Friesea gracilispina Deharveng & Bedos, 1991
- Friesea grandis Mills, 1934
- Friesea grisea (Schäffer, 1891)
- Friesea guarinoi Giuga & Jordana, 2013
- Friesea haldanei Rapoport & Maño, 1969
- Friesea hammeni Massoud, 1965
- Friesea handschini Kseneman, 1938
- Friesea hnaeu Weiner, Bedos & Deharveng 2009
- Friesea hoffmannorum Palacios-Vargas, 1982
- Friesea inermis (Cassagnau 1958)
- Friesea inthanonensis Deharveng & Bedos, 1991
- Friesea isabelae Arbea & Jordana, 1993
- Friesea jaliscoensis Palacios-Vargas & Mejía, 1988
- Friesea japonica Yosii, 1954
- Friesea jeanneli Denis, 1947
- Friesea josei Palacios-Vargas, 1986
- Friesea judithae Palacios-Vargas, 1986
- Friesea jugoslavica da Gama, 1963
- Friesea jurubatiba da Silveira & de Mendonça, 2018
- Friesea kanchanaburiensis Deharveng & Bedos, 1991
- Friesea kardosia (Wray, 1952)
- Friesea kariae Smolis, 2010
- Friesea kymgangsani Weiner & Najt, 1985
- Friesea ladeiroi da Gama, 1959
- Friesea lagrecai Dallai, 1973
- Friesea landwehri Christiansen & Bellinger, 1980
- Friesea laouina Deharveng & Hamra-Kroua, 2004
- Friesea laszloi Palacios-Vargas & Traser, 1997
- Friesea leei Thibaud & Kim, 1995
- Friesea lijiangensis Tamura & Yue, 1998
- Friesea lisu Deharveng & Bedos, 1991
- Friesea litoralis Wise, 1964
- Friesea lobulata Palacios-Vargas & Díaz 1986
- Friesea loicmatilei Weiner & Najt, 2001
- Friesea macuillimitl Palacios-Vargas, 1986
- Friesea magnicornis Denis, 1931
- Friesea mahajanga Thibaud, 2008
- Friesea major Hamra-Kroua, Jordana & Deharveng, 2009
- Friesea malvinensis Najt & Rubio, 1979
- Friesea mandibulata (Salmon, 1969)
- Friesea marianoius Palacios-Vargas, 2005
- Friesea maritima da Gama, 1964
- Friesea massoudi Rusek, 1973
- Friesea mauriesi Cassagnau, 1958
- Friesea maxima Baijal, 1957
- Friesea microphthalma Deharveng & Bedos, 1991
- Friesea millsi Christiansen & Bellinger, 1973
- Friesea mirabilis (Tullberg, 1871)
- Friesea mirceai Fiera & Weiner, 2016
- Friesea mistralae Rapoport & Rubio, 1963
- Friesea monoculata Dunger, 1972
- Friesea montana Cassagnau, 1958
- Friesea montechristii Dallai, 1969
- Friesea monteiroi Rapoport, 1962
- Friesea mucumontana Palacios-Vargas & Díaz, 1986
- Friesea multiclavata da Rocha Neves, de Mendonça & Queiroz, 2019
- Friesea multispinosa Denis, 1947
- Friesea najtae D'Haese, Stevens & Weiner, 2017
- Friesea nauimetztli Palacios-Vargas & Acosta 1994
- Friesea neocaledonica Palacios-Vargas, 1988
- Friesea neptunia Greenslade & Deharveng, 1997
- Friesea nigrimontana Cassagnau, 1964
- Friesea nigrissima (Salmon, 1954)
- Friesea nigroviolacea Enderlein, 1909
- Friesea ninau Christiansen & Bellinger, 1992
- Friesea normae Weiner & Najt, 1985
- Friesea octooculata Stach, 1949
- Friesea oleia Christiansen & Bellinger, 1992
- Friesea oligorhopala Caroli, 1914
- Friesea onphoriensis Weiner & Najt, 1985
- Friesea oshoro Uchida & Tamura, 1966
- Friesea oteruelensis Simón-Benito, 2005
- Friesea oxfordi (Wray, 1953)
- Friesea pacifica (Yosii, 1958)
- Friesea paitooni Deharveng & Bedos, 1991
- Friesea palaciosi Deharveng & Bedos, 1991
- Friesea palafoxaliciae Palacios-Vargas, 2005
- Friesea parva (Womersley, 1936)
- Friesea pati Fjellberg, 1984
- Friesea paula Yosii, 1966
- Friesea pentacantha Mills, 1934
- Friesea peruensis Smolis & Skarzynski, 2006
- Friesea petiti (Delamare Deboutteville & Massoud, 1964)
- Friesea pins Thibaud & Weiner, 1997
- Friesea polla Christiansen & Bellinger, 1973
- Friesea posada Fiera & Weiner, 2016
- Friesea pseudodecipiens Arbea & Jordana, 1997
- Friesea pyrenaica Cassagnau, 1958
- Friesea quadriocellata Izarra, 1980
- Friesea quadrispina (Cassagnau & Rapoport, 1962)
- Friesea quadrispinensis Gao & Yin, 2005
- Friesea quinquespinosa (Wahlgren, 1900)
- Friesea quinta Christiansen & Bellinger, 1973
- Friesea reducta Denis, 1931
- Friesea rothi Christiansen & Bellinger, 1988
- Friesea rubeni Deharveng & Bedos, 1991
- Friesea salmoni Massoud, 1967
- Friesea salti (Salmon, 1954)
- Friesea sandzuensis Weiner & Najt, 1985
- Friesea santo Weiner, Bedos & Deharveng 2009
- Friesea sensillata Palacios-Vargas & Díaz, 1986
- Friesea septem Weiner, Bedos & Deharveng, 2009
- Friesea sexoculata Cassagnau, 1958
- Friesea shaanxiensis Gao & Yin, 2005
- Friesea simoni Arbea & Jordana, 1993
- Friesea sphaerulaphora Barra, 1970
- Friesea stachi Kseneman, 1936
- Friesea stampa Fiera & Weiner, 2016
- Friesea steineri Simón, 1973
- Friesea stepposa Tshelnokov, 1990
- Friesea stevenchowni Weiner, Janion-Scheepers & Deharveng, 2017
- Friesea sublimis Macnamara, 1921
- Friesea subterranea Cassagnau, 1958
- Friesea tatrica Nosek, 1965
- Friesea tecala (Wray, 1963)
- Friesea tepetlana Palacios-Vargas, 1986
- Friesea tibiotarsalis Deharveng & Bedos, 1991
- Friesea tilbrooki Wise, 1970
- Friesea topo Greenslade, 1995
- Friesea tourratensis Cassagnau, 1958
- Friesea travei Deharveng, 1981
- Friesea truncata Cassagnau, 1958
- Friesea truncatopilosa Rusek, 1971
- Friesea tzontli Palacios-Vargas & Acosta, 1994
- Friesea valeriae Thibaud, 1993
- Friesea versabilis Barra, 1995
- Friesea villanuevai Arbea & Jordana, 1991
- Friesea voisini Deharveng, 1981
- Friesea vtorovi Tshelnokov, 1977
- Friesea wabao Weiner, Bedos & Deharveng, 2009
- Friesea wilkeyi Christiansen & Bellinger, 1973
- Friesea woyciechowskii Weiner, 1980
- Friesea xitlensis Palacios-Vargas & Acosta, 1994
- Friesea yosii Prabhoo, 1971
- Friesea yupanquii Izarra, 1973

## Publication originale
- von Dalla Torre, 1895 : Die Gattung und Arten der Apterygogenea (Brauer). Programme k.k. Staats-Gymnasium Insbruck, vol. 46, p. 1–23.